# 稲垣吾郎
稲垣 吾郎（いながき ごろう、1973年〈昭和48年〉12月8日 - ）は、日本の俳優、歌手、タレント。男性アイドルグループSMAPの元メンバー。愛称は、吾郎ちゃん、吾郎さん。
東京都板橋区出身。CULEN所属。

## 略歴
1973年（昭和48年）、東京都板橋区に生まれ、高島平で育つ。子供のころは大のヤクルトスワローズファンで、13歳で芸能界入りするまではファンクラブに入り頻繁に神宮球場に足を運んでいた。
1987年（昭和62年）11月、姉が応募したジャニーズ事務所のオーディションを受け芸能界入り。すぐにSMAPの前身グループであるスケートボーイズのメンバーとなる。
1988年（昭和63年）4月、同グループから中居正広、木村拓哉、森且行、草彅剛、香取慎吾とともに選ばれ、男性アイドルグループSMAPを結成（以降のグループでの活動はSMAPを参照）。
1989年（平成元年）、NHKの連続テレビ小説『青春家族』で、主人公の弟・阿川大地役に選ばれドラマデビュー。翌1990年、『さらば愛しのやくざ』で映画デビューも果たす。
1991年、堀越高等学校卒業。同年、SMAPとして『Can't Stop!! -LOVING-』でCDデビュー。
1992年（平成4年）10月に月9ドラマ『二十歳の約束』にてドラマ初主演。
1993年（平成5年）、『プライベート・レッスン』で映画初主演。映画主題歌も担当し、初のソロシングルCD「If You Give Your Heart」リリース。1996年、舞台『夜曲』で舞台初主演。翌1997年も舞台『広島に原爆を落とす日』に出演し、主役のディープ山崎を演じる。翌年の再演では広島公演も行われた。
1998年（平成10年）、ドラマ『ソムリエ』で主演を務める。天才ソムリエの役を演じるにあたり、フランスまで足を運びソムリエの修行を積み、その後もワインに関する知識を高めボルドーワインの産地からワイン騎士号を授与される。
2004年（平成16年）、ドラマ『僕と彼女と彼女の生きる道』の主題歌「Wonderful Life」を&G（アンジー）名義でソロシングルCDリリースし、オリコン初登場1位。同年、「稲垣吾郎の金田一耕助シリーズ」がスペシャルドラマとしてスタートし、2009年まで5作品にわたり金田一耕助を演じシリーズ化された。同年から現在（2020年）に至るまでの毎年、『ほんとにあった怖い話』のストーリーテラー役を務めている。
2006年（平成18年）、アニメ映画『ONE PIECE THE MOVIE カラクリ城のメカ巨兵』に声優で出演。同年、日本で開催されたFINAシンクロワールドカップの公式サポーターとしてマーメイドプリンスを務める。これは自身初の単独公式サポーターである。2007年（平成19年）も世界競泳2007の公式サポーターとしてマーメイドプリンスを務める。
2010年（平成22年）、『十三人の刺客』では、史上最凶の暴君として松平斉韶役を演じ毎日映画コンクール男優助演賞を受賞するなど高い評価を得る。初めての極悪非道な役は役者としても新境地となった。
2016年（平成28年）12月31日、SMAP解散。ソロタレントとなる。
2017年（平成29年）9月8日、ジャニーズ事務所公式サイトである「Johnny's net」と「Johnny's web」の稲垣のページが閉鎖され、9月9日に草彅剛、香取慎吾とともにジャニーズ事務所を退所。
10月16日、草彅、香取と共同で新事務所「CULEN（カレン）」（代表はSMAP元マネージャーの飯島三智）を立ち上げ独立する。11月には公式ブログを開設。わずか2か月半で50万人以上の読者を獲得し、『BLOG of the year 2017』最優秀賞を受賞。また、翌年の『BLOG of the year 2018』でも優秀賞（オフィシャル部門）に選出されている。
2018年（平成30年）、主演映画『半世界』（2019年公開）が第31回東京国際映画祭のコンペティション部門に選出され、作品は観客賞を受賞。稲垣も第34回高崎映画祭で最優秀主演男優賞を受賞した。
2019年（令和元年）、主演映画『ばるぼら』（2020年公開）が第32回東京国際映画祭のコンペティション部門に選出。同じ俳優による主演作が2年連続コンペティション部門に選出されるのは、13年ぶりである。
2020年（令和2年）3月、連続テレビ小説『スカーレット』にヒロインの息子の主治医・大崎茂義役として出演。稲垣の連続テレビ小説への出演は前述の『青春家族』以来約30年ぶりで、脚本担当の水橋文美江は稲垣をイメージした当て書きで大崎の役を作り上げた。また稲垣にとっての地上波連続ドラマ出演は同作品がSMAP解散・独立後初となる。
2020年（令和2年）10月、ベートーヴェン生誕250周年にちなんだNHKプロジェクト「ベートーベン250」のアンバサダーに就任。

## 人物
板橋区立高島第二小学校→板橋区立高島第三中学校→堀越高等学校卒業。
中学生時代に、二つ上の姉が光GENJIのファンであり、弟にもそういう世界に入ってほしいと事務所に履歴書を送ったのが、入所のきっかけとなった。
21歳で初めて自動車（マセラティ）を購入した。

### 俳優として
明智小五郎と金田一耕助、二大名探偵をドラマで演じている（稲垣以外には岡譲司と小野寺昭のみ）。明智役は1998年からテレビ朝日の『土曜ワイド劇場』で演じ、当時24歳で土曜ワイド劇場史上最年少で主演も務めた。
基本的には主役も脇役もこなすタイプの俳優だが、映画『半世界』の監督である阪本順治は、主演俳優としての稲垣について「主演俳優はいろんな個性を持つ俳優さんを相手に、来たボールを受けては返すキャッチャーなんです。そして、稲垣君はそれが出来る人」とし、「自分を前面に出す人ではなく、むしろ人の個性を受け止められる懐の深さがある人」と語っている。
脇役では一癖も二癖もある極めて存在感の強い役を演じることが多く、その代表的な作品として映画、『十三人の刺客』がある。監督である三池崇史は稲垣を最凶の暴君とされる殿様役に起用したことについて、SMAPの中でも特殊な存在で屈折した魅力がぴったりだと思ったと語っている。後にメンバーの木村もこの作品の稲垣を見た際に「うわこいつマジでヤバい、俺には絶対できない役柄で、物凄いヤバイ奴」と語るなど、高く評価されている。
一方で、映画『少女』では、登場人物の中で1人だけ地道に普通に生きていて人を憎まずしかも唯一人を許せる人間を演じたが、監督の三島有紀子は、そんな崇高さを感じさせる役として、崇高な雰囲気を持つ稲垣が演じたらおもしろいと語っている。
稲垣は自分自身を芝居については昔から大好きだが自分は天才ではないので頑張るしかないと語り、役者という職業については生涯やっていきたいと話している。

### MC・パーソナリティとして
TBSの番組『ゴロウ・デラックス』で稲垣とともに出演していた外山惠理アナウンサーは、稲垣について「質問の仕方がものすごく上手」、「私の方しか見ることができないぐらい緊張されていたゲストの方も、最後には絶対に“吾郎さん、吾郎さん”ってなる」、「どなたに対しても態度が変わらないうそのない方で、何でも答えてしまう正直な方」と語る。
連載小説『ロストマンロンリーハート』で稲垣をモデルに主人公にあてがきした飯田譲治は、『ゴロウ・デラックス』での稲垣の司会ぶりを見て「相手が作った流れを変えないように、身をまかせて話を盛り上げられる人だな」と分析し、イメージを膨らませて作品を書き上げたと明かしている。
稲垣本人はもともと話すことも好きで、20代のころに作家の村上龍と対談した際、「稲垣君は聞き上手だ」と言われたことも自信につながったと明かしている。ソロタレントになってからは、TOKYO FMの生放送音楽番組『THE TRAD』のパーソナリティを務めており、また雑誌や番組において作家や文化人との対談も多く、NHKの『不可避研究中』や『クラシック音楽館 ベートーベン250特集』シリーズなどのMCも務めており、仕事の幅を広げた。

### 読書・執筆
子供の頃は『怪盗ルパン』シリーズや『名探偵ホームズ』シリーズや赤川次郎、江戸川乱歩の推理小説をよく読んでいた。10代後半からはテレビや雑誌で話題の本や自分が影響を受けた人の愛読書なども読むようになり読書の幅が広がった。そんなもともと本好きではあるが自ら読書家と名乗るほどではなかった稲垣が『ゴロウ・デラックス』を始めて以降、本や作家との新しい出会いが増えていきさらに興味を深めていった。また番組がきっかけで作家とも親睦を深めるようになり、西加奈子、羽田圭介、朝井リョウなどの作家たちがプライベートで集うお花見にも参加し文学の話などを楽しんでいる。
芸術や文学に対しても関心が深く、俳優やタレントとしてだけではなくエッセイを通してもその魅力を紹介している。20代前半から雑誌『週刊プレイボーイ』や『COSMOPOLITAN』でエッセイを連載し、アイドルながらアンダーグラウンドな世界のことも綴っていた。また昔から映画が好きな稲垣は、雑誌『an・an』で10年以上にわたり邦画洋画問わず様々なジャンルの新作映画に関する連載コラムを続けている。

### 趣味・嗜好
ミリタリー
子どものころからクリント・イーストウッドに憧れ、父の背広を着てモデルガンを内ポケットに入れ街を闊歩するダーティハリーごっこをよくしていた。それ以来、銃にも詳しく『ゴロウ・デラックス』でさいとう・たかをの資料室を訪れた際には、300挺を超えるモデルガンに興奮を抑えられない様子で1挺1挺手に取ってはその型式について話をしていた。またTBSラジオ『ライムスター宇多丸のウィークエンド・シャッフル』にゲスト出演した際には、同じく銃好きな宇多丸と1時間に渡り映画の話も交えつつ熱くガントークを繰り広げた。
漫画・アニメ
幼少期に80年代のガンダムブームの洗礼を受けており、テレビやラジオでガンダムについて熱く語ることがよくある。『機動戦士ガンダム　閃光のハサウェイ』については、劇場版『機動戦士ガンダム 逆襲のシャア』の続編ということから、劇場に足を運んで観たいと語る。また、ガンダムシリーズの中でも特に好きな作品は『機動戦士Ζガンダム』であるが、そのΖガンダムの世界に憧れてモデルとなった香港を訪れたこともある。
同じく80年代の作品である『装甲騎兵ボトムズ』や『エリア88』も好きで、前者は自身の主演による実写化を熱望したこともある。後者は前述のミリタリー趣味と繋がっており、戦闘機、戦車、戦艦にも詳しい。
音楽
洋楽が好きになったきっかけであるデヴィッド・ボウイが未だに好きで、自身の音楽番組のラジオでも度々デヴィッド・ボウイについて語り曲を流している。
毎朝聴くのが日課となっているほどクラシックが好きだが、特にピアノの音が好きでアルトゥーロ・ベネデッティ・ミケランジェリ（Arturo Benedetti Michelangeli）やマヌエル・ブランカフォルト（Manuel Blancafort）などが好きである。
また坂本龍一のファンで、20歳ぐらいのころに対談したのがきっかけで音楽に対する関心も広がり、レコーディングスタジオにも招待してもらっていた。
若いころからサブカルチャーに関心を持ち、フリッパーズ・ギターや小沢健二、フィッシュマンズなどの音楽を好んで聴いていた。稲垣がフィッシュマンズを好きだったこともあり、佐藤伸治から稲垣のソロ曲「それはただの気分さ」（SMAPのアルバム『SMAP 011 ス』に収録。）を提供してもらった。この曲は『LOVELOVEあいしてる』に出演した際にギター演奏とともに披露している。ギターは10代のころから弾いていて、SMAPのコンサートでも演奏していた。
ワイン
芸能界ではワイン通として知られ、自宅には200本のワインが常備されている。2009年に『SMAPがんばりますっ!!』内で放送された『仮面ライダーG』ではワイン好きの稲垣にちなんで、ワインボトルをバックルに装着することで稲垣が仮面ライダーGに変身するという設定で主演していた。2015年には、稲垣がソムリエの田崎真也とともに作ったボジョレーヌーボーがセブン-イレブンから発売された。
2019年10月には、自らがワイナリーを探し数えきれないほどの試飲をしてセレクトしたワインのほか、メニューや内装まで稲垣がディレクションしたレストラン「BISTRO J_O」（ビストロジョー）とカフェ「J_O CAFE」が東京・銀座にオープンした。
ゴルフ
ゴルフが好きで一人で回ることもある。その腕前は、プライベートで一緒に行ったことのある中居正広や木村拓哉らにすごい上手いと評価されるほどである。
花
普段から花が欠かせない生活をしているほど無類の花好きで、自身のブログやInstagramでしばしば花の美しい写真を上げている。2020年2月には「花贈りが一番似合う男性著名人」1位に選ばれた。

### 不祥事
2001年8月24日、東京都渋谷区内で駐車禁止の路上に止めていた乗用車に戻ってきた際に、取り締まり中の女性警察官に見つかり免許提示を求められたところ、車を発進させようとした道路交通法違反（駐車禁止）と公務執行妨害で警視庁渋谷警察署に現行犯逮捕された。東京地方検察庁は26日午前に（車を制止しようとした女性警官の膝に車が接触したとして）傷害罪も追加すべく勾留請求を試みたが、裁判所が却下したため、同日午後には釈放された。さらに公務執行妨害についても、同年9月21日に不起訴（起訴猶予）処分とした（事件の経緯に悪質さは見られず、逃亡の意思もなかったとの判断）。
結果的には道路交通法違反（駐車禁止）のみだったが、翌年1月14日までの約5か月間、芸能活動を自粛した。
なお、この事案に関する報道において大手マスコミは、ジャニーズ事務所への忖度から「稲垣容疑者」の呼称を避け、「SMAPの稲垣メンバー」、「稲垣メンバー」とした。同様の事例は山口達也の報道でも見られた。

### その他
漫画家のみずしな孝之とは中学校の同級生で、2019年8月22日放送の『編集長 稲垣吾郎』で共演を果たしている。
安田顕とは生年月日が同じである。
“ヒロくん”という男性と半同居状態にある。

## 受賞歴
- 第23回日刊スポーツ映画大賞・石原裕次郎賞 助演男優賞『十三人の刺客』
- 第65回毎日映画コンクール 男優助演賞『十三人の刺客』
- 第15回日本インターネット映画大賞 助演男優賞『十三人の刺客』
- GQ MEN OF THE YEAR 2017・インスピレーション賞[62]
- Pen クリエイター・アワード 2018[63]
- 第34回高崎映画祭 最優秀主演男優賞『半世界』[20]
- 2022年 岐阜新聞映画部ベスト・テン 主演男優賞『窓辺にて』[64]

## 出演
※黒字は主要キャスト。

### テレビドラマ
- 連続テレビ小説（NHK総合）
  - 青春家族（1989年） - 阿川大地 役
  - スカーレット（2020年3月） - 大崎茂義 役[65]
- 学校へ行こう!（1991年、フジテレビ） - 藤井徹 役
  - 学校へ行こう!SPECIAL 旅立ちの朝に…（1992年、フジテレビ） - 進 役
- 大人は判ってくれない「1992年のバタフライ」（1992年、フジテレビ） - 矢吹英二 役
- 二十歳の約束（1992年、フジテレビ） - 主演・赤木純平 役（牧瀬里穂とW主演）
- 大河ドラマ 炎立つ（1993年、NHK総合） - 小田忠平 役
- 嘘でもいいから（1993年、よみうりテレビ ・日本テレビ） - 野上文也 役
- 月曜ドラマイン（テレビ朝日）
  - 東京大学物語（1994年） - 主演・村上直樹 役（瀬戸朝香とW主演）
  - 最高の恋人（1995年） - 主演・吉永ミチオ 役（高橋由美子とW主演）
- 愛の感動のドキュメント さっちゃんウソついてごめんネ（1995年、TBS） - 高木まさや 役
- BLACK OUT Futurity 1「DNA」（1995年、テレビ朝日） - 武藤譲一郎 役
- 木曜の怪談「午前0時の血」（1995年、フジテレビ） - 主演
- '96新春ドラマスペシャル 素晴らしき家族旅行（1996年、フジテレビ） - 菊地忠紘 役
- 東京SEX バレンタインスペシャル（1996年、フジテレビ） - 主演・菅原達郎 役
- 恋愛前夜 いちどだけ 第2話「ファーストキス」（1996年、日本テレビ） - 主演・新井裕一 役
- 愛が叫んでる 幸福を探す女（1996年、よみうりテレビ・日本テレビ） - 夏目正次 役
- 最後の家族旅行（1996年、TBS） - 菊地忠紘 役
- 新春ドラマスペシャル 僕が僕であるために（1997年、フジテレビ） - 木下正己 役（SMAP主演）
- 彼（1997年、関西テレビ・フジテレビ） - 岡本俊矢 役
- 恋の片道切符（1997年、日本テレビ） - 森慎一 役
- 踊る大捜査線 歳末特別警戒スペシャル（1997年、フジテレビ）[66] - 鏡恭一 役
- 土曜ワイド劇場 名探偵明智小五郎（テレビ朝日） - 主演・明智小五郎 役
  - 名探偵明智小五郎 「陰獣」（1998年）
  - 名探偵明智小五郎 「エレベーター密室殺人」（2000年）
- 世にも奇妙な物語（フジテレビ）
  - 秋の特別編 (1998年)「中学教師」（1998年9月25日） - 主演・別所右（あきら） 役
  - SMAPの特別編「僕は旅をする」（2001年1月1日） - 主演・田代克也 役
  - 春の特別編 (2003年)「顔を盗まれた」（2003年3月24日） - 主演・松倉準 役
  - 25周年スペシャル・春 〜人気マンガ家競演編〜「自分を信じた男」（2015年4月11日） - 主演・薄井次郎 役[67]
- ソムリエ（1998年、関西テレビ・フジテレビ） - 主演・佐竹城 役
- NHKドラマ館 さよなら五つのカプチーノ（1998年、NHK総合） - 谷山泰道 役
- サントリーミステリー大賞スペシャル 心室細動（1998年、朝日放送・テレビ朝日） - 大江哲生 役
- 古畑任三郎 vs SMAP（1999年1月3日、フジテレビ） - 稲垣吾郎（本人） 役
- 金曜エンタテイメント ほんとにあった怖い話「白昼のベル」（1999年、フジテレビ） - 館山道隆 役
- 危険な関係（1999年、フジテレビ） - 河瀬鷹男 役
- 東芝日曜劇場 → 日曜劇場（TBS）
  - 催眠（2000年） - 主演・嵯峨敏也 役
  - ヨイショの男（2002年） - 主演・桜井孝太郎 役
  - Mの悲劇（2005年） - 主演・安藤衛 役
  - 佐々木夫妻の仁義なき戦い（2008年） - 主演・佐々木法倫 役
- 慎吾ママドラマスペシャル おっはーは世界を救う（2001年、フジテレビ） - 友情出演
- 陰陽師（2001年、NHK総合） - 主演・安倍晴明 役
- 特別企画 結婚の条件（2002年、テレビ朝日） - 主演・倉嶋薫 役
- 恋愛偏差値 第2章「Party」（2002年、フジテレビ） - 夏目勇作 役
- ミュージックinドラマ ホシに願いを（2004年、NHK BShi） - 主演・岡本秀太 役[68]
- 稲垣吾郎の金田一耕助シリーズ（フジテレビ） - 主演・金田一耕助 役
  - プレミアムステージ 犬神家の一族（2004年）
  - 金曜エンタテイメント 八つ墓村（2004年）
  - 金曜エンタテイメント新春特別企画 女王蜂（2006年）
  - 金曜プレステージ 悪魔が来りて笛を吹く（2007年）
  - 悪魔の手毬唄（2009年）
- プレミアムステージ特別企画 9.11（2004年9月11日、フジテレビ） - 杉山陽一 役（特別出演）
- X'smap〜虎とライオンと五人の男〜（2004年12月25日、フジテレビ） - ジュニア 役（SMAP主演）
- 飛鳥へ、そしてまだ見ぬ子へ（2005年、フジテレビ） - 主演・沢村清治 役
- ブスの瞳に恋してる（2006年、関西テレビ・フジテレビ） - 主演・山口おさむ 役
  - ブスの瞳に恋してる 恋の軌跡、愛の未来スペシャル〜初めてのクリスマス・エビちゃんの逆襲〜（2006年12月26日、関西テレビ・フジテレビ） - 同上
- 花ざかりの君たちへ〜イケメン♂パラダイス〜 第9話（2007年8月29日、フジテレビ） - 北浜昇 役（特別出演）
- トライアングル（2009年、関西テレビ・フジテレビ） - 黒木舜 役
- 仮面ライダーG（2009年1月31日、テレビ朝日） - 主演・吾郎/仮面ライダーG 役
- こちら葛飾区亀有公園前派出所 第5話（2009年9月5日、TBS） - 白鳥麗次 役
- 流れ星（2010年、フジテレビ） - 槇原修一 役
- 水曜ドラマ ブルドクター（2011年、日本テレビ） - 名倉潤之助 役
- ハングリー!（2012年、関西テレビ・フジテレビ） - 麻生時男 役
- 金曜プレステージ Dr.検事モロハシ（2012年3月23日、フジテレビ） - 主演・諸橋正志 役
  - Dr.検事モロハシ〜新たなる生命〜（2014年7月1日、フジテレビ） - 同上
- 金曜ナイトドラマ 信長のシェフ（2013年、テレビ朝日） - 明智光秀 役（特別出演）
  - 信長のシェフ PART2（2014年、テレビ朝日） - 同上
- 心療中-in the Room-（2013年、日本テレビ） - 主演・天間了 役
- 金曜ドラマ TAKE FIVE〜俺たちは愛を盗めるか〜（2013年、TBS） - 岩月櫂 役
- 福家警部補の挨拶（2014年、フジテレビ） - 石松和夫 役
- HEAT（2015年、関西テレビ・フジテレビ） - 日比野仁 役[69]
- 金曜ナイトドラマ 不機嫌な果実（2016年、テレビ朝日） - 水越航一 役[70]
  - 不機嫌な果実スペシャル〜3年目の浮気〜（2017年1月6日・13日、テレビ朝日） - 同上[71]
- 特命指揮官 郷間彩香（2016年10月22日、フジテレビ） - 國井哲也 役[72]
- IQ246〜華麗なる事件簿〜 第8話（2016年12月4日、TBS） - 牛田寛人 役[66]
- コズミック フロント☆NEXT「いにしえの天文学者 安倍晴明」（2020年11月26日、NHK BSプレミアム） - 主演・安倍晴明 役[73][注 3]
- よるドラ きれいのくに（2021年4月12日、NHK総合） - 男 役
- 風よ あらしよ（2022年、NHK BS4K・NHK BSプレミアム） - 辻潤 役[74]
- 燕は戻ってこない（2024年、NHK総合・BSプレミアム4K） - 草桶基 役[75]
- 僕達はまだその星の校則を知らない（2025年、関西テレビ・フジテレビ） - 尾碕美佐雄 役[76]

### WEBドラマ
- 東京BTH〜TOKYO BLOOD TYPE HOUSE〜（2018年12月7日、Amazon Prime Video） - 主演・ゴロー 役（要潤、勝地涼とのトリプル主演）
- 誰かが、見ている 第5話（2020年9月18日、Amazon Prime Video） - レッツ大納言 役[77]
- 幽☆遊☆白書（2023年12月14日、Netflix） - 左京 役[78]
- ペンション・恋は桃色3（2025年1月10日 - 、FOD） - ケイタ 役[79]
- 晴れたらいいね（2025年1月10日、Amazon Prime Video） - 佐治誠 役[80][注 4]

### 映画
- さらば愛しのやくざ（1990年、東映） - 高梨隆 役
- プライベート・レッスン（1993年、ワーナー・ブラザース） - 主演・佐藤健 役
- シュート!（1994年、松竹） - 馬堀圭吾 役（SMAP主演）
- スーパースキャンダル（1996年、エースピクチャーズ） - 主演・太田俊哉 役
- パラサイト・イヴ（1997年、東宝） - 大野達郎 役
- 催眠（1999年、東宝） - 主演・嵯峨敏也 役
- 笑の大学（2004年、東宝） - 主演・椿一 役（役所広司とW主演）
- 踊る大捜査線 THE MOVIE3 ヤツらを解放せよ!（2010年、東宝） - 鏡恭一 役
- 十三人の刺客（2010年、東宝） - 松平斉韶 役
- 桜、ふたたびの加奈子 （2013年、ショウゲート） - 主演・桐原信樹 役（広末涼子とW主演）[82]
- おしん（2013年、東映） - 谷村作造 役
- 少女（2016年、東映） - 高雄孝夫 役[83]
- クソ野郎と美しき世界「ピアニストを撃つな!」「新しい詩」（2018年、キノフィルムズ） - ゴロー 役[84]
- 半世界（2019年、キノフィルムズ） - 主演・高村紘 役[85]
- 海辺の映画館―キネマの玉手箱（2020年7月31日、アスミック・エース） ｰ 大久保利通 役[86]
- ばるぼら （2020年11月20日、イオンエンターテイメント） - 主演・美倉洋介 役（二階堂ふみ とW主演）[87]
- 窓辺にて（2022年11月4日、東京テアトル） - 主演・市川茂巳 役[88][89]
- 正欲（2023年11月10日、ビターズ・エンド） - 主演・寺井啓喜 役（新垣結衣とW主演）[90][91][92]
- 風よ あらしよ 劇場版（2024年2月9日、太秦） - 辻潤 役[93]
- あんのこと（2024年6月7日、キノフィルムズ） - 桐野達樹 役[94]

### テレビ番組

#### レギュラー
- WIN（1996年10月 - 1997年9月、日本テレビ） - 司会
- 特命リサーチ200X（1997年1月 - 2001年8月、日本テレビ） - 伊達徹 役
  - 特命リサーチ200XII（2002年2月 - 2004年3月、日本テレビ） - 同上
- 稲垣芸術館（2000年4月 - 9月、フジテレビ） - 冠番組
- 未来の瞳（2000年4月 - 2001年3月、TBS） - ナレーション
- 楽語びより（2003年1月2日、4月 - 9月、フジテレビ） - 朗読
- 忘文（2003年10月 - 2010年3月、フジテレビ） - 朗読
- ほんとにあった怖い話（2004年1月 - 3月・10月 - 2005年3月、フジテレビ） - ストーリーテラー（MC）
- SmaSTATION!!（2004年4月10日 - 2014年12月20日、テレビ朝日） - 映画評コーナー[注 5]出演（不定期）
- 吾郎の細道（2004年4月 - 6月、TBS） - 冠番組
  - 吾郎のソナタ（2004年7月 - 9月、TBS） - 同上
- Goro's Bar（2004年10月 - 2009年3月、TBS） - 冠番組
  - Goro's Bar Presents マイ・フェア・レディ（2009年4月 - 2010年3月、TBS） - 同上
  - G.I.ゴロー（2010年4月 - 9月、TBS） - 同上
- 哀愁探偵1756（2010年10月14日 - 2011年3月24日、TBS） - 司会
- ゴロウ・デラックス（2011年4月 - 2019年3月、TBS） - 冠番組
- 不可避研究中（2019年11月29日 - 2023年3月22日、NHK総合） - MC[95]
- ワルイコあつまれ（2021年9月13日・20日・2022年1月1日、2022年4月9日 - 、NHK Eテレ → NHK総合） - メイン出演者[96]
- 趣味の園芸「稲垣吾郎 グリーンサムへの12か月」（2023年4月2日 - 2024年3月17日、NHK Eテレ） - レギュラーゲスト（毎月1回）[97]
- toi-toi（2025年4月3日 - 、NHK Eテレ） - ナレーション

#### 単発
- 感動エクスプレス「篠原勝之ゲタ紀行」（1999年1月15日、フジテレビ系） - ナレーション
- サイエンススペシャル 知的探検シリーズ（フジテレビ）
  - 記憶の海へ（2000年3月27日 - 30日） - 進行
  - 時間の迷宮（2001年2月12日 - 15日） - 進行[98]
  - 稲垣吾郎の音楽狂時代（2002年3月4日 - 7日） - 冠番組
- ほんとにあった怖い話（2005年8月23日 - 、フジテレビ金曜エンタテイメント・カスペ!・土曜プレミアム） - ストーリーテラー（MC）[99]
- 卒業のうた-県立神戸工業高校 青春の短歌-（2000年5月4日、NHK総合） - ナレーション
- ショパン2つの愛の物語（2001年2月10日、日本テレビ） - ナビゲーター
- スーパーフライデー「乙武洋匡スペシャル!」（2002年9月13日、TBS系） - ナレーション
- FNSサイエンススペシャル タモリの未来予測TV（2003年2月24日 - 27日・2004年2月21日、フジテレビ） - 未来予測士
- NTTグループスペシャル 超歴史ミステリー 人類史上最高の天才レオナルド・ダ・ヴィンチの秘密（2004年3月20日、日本テレビ）
- 稲垣吾郎のザ・ディスクロージャー（2004年8月4日、テレビ朝日スイスペ!・2005年2月19日、ドスペ!） - 冠番組
- FINAシンクロワールドカップ2006 マーメイドプリンス - 公式サポーター
  - 2007年世界水泳選手権 マーメイドプリンス - 公式サポーター[100]
- カスペ! 消えた犯人逮捕の決定的瞬間（2008年 - 2013年、フジテレビ） - ナビゲーター
- 歴史がくつがえる!?ナスカの地上絵に世界最古の巨大ピラミッドが出現!!（2010年4月4日、TBS） - ナビゲーター
- どれだけ食えスト3 夢のSMAP対決スペシャル!（2012年3月16日、日本テレビ） - 香取慎吾と対決
- 東京・大江戸発見伝ゴロケン（2013年1月6日、フジテレビ） - MC・冠番組
  - おもしろ雑学検定クイズ!ゴロケン（2013年8月10日、フジテレビ） - MC・冠番組
- 1位じゃなくっていいじゃない（2015年1月25日、7月19日[101]、テレビ東京） - 草彅剛とMC
- SMAPバラエティ つよしんごろうの境界線クイズ2016スペシャル!!!（2016年6月27日） - MC・冠番組（草彅・香取と共に）
- 梅ゴローのぶらり旅（2018年1月4日、フジテレビ） - 梅沢富美男との冠番組[102]
- 稲垣吾郎“運命”に出会う。〜ウィーン ベートーヴェンの旅〜（2018年7月22日、BS-TBS） - 冠番組[103]
- 爽快吾郎（2018年10月3日 - 24日、関西テレビ） - 冠番組[104]
- NST新潟総合テレビ開局50周年特別記念番組『スポーツで開く新しい地図』（2018年9月28日） - 冠番組[105]※「新しい地図」の3人として出演。
- 略してブラリク（2018年12月1日・15日、RKB毎日放送） - メイン出演者[106]
- 100分deナショナリズム（2020年1月1日、NHK Eテレ） - 司会[107]
- ダウンタウンのガキの使いやあらへんで!「クイズ稲垣吾郎の100のコト」（2020年6月14・21日）[108]
- 「ベートーベン250」プロジェクト（NHK Eテレ） - アンバサダー
  - ベートーベン250開幕特番「今こそベートーベン!」[109]（2020年9月18日）[110]
  - クラシック音楽館「ベートーベン特集」（2020年9月20日・10月18日・12月6日）[109][111]
- ハリウッド 華麗なる物件案内（2020年12月28日、NHK BSプレミアム） - MC

### WEB番組
- SNSバラエティ（AbemaTV → ABEMA） - MC（草彅・香取と共に）
  - 72時間ホンネテレビ（2017年11月2日 - 5日）
    - 27Hunホンノちょっとテレビ（2018年1月1日）
    - 72Hunもうちょっとテレビ 〜香取慎吾バースデー特番〜（2018年1月30日 - 31日）

  - 7.2 新しい別の窓（2018年4月 - 2023年6月） ※月1回7.2時間
    - ななにー 地下ABEMA（2023年11月 - ） ※72分
- GLOW Premium Salon 2020〜Aging Gracefully〜（2020年11月28日、YouTube）

### ラジオ
- 稲垣吾郎のSTOP THE SMAP（2012年4月 - 2016年12月29日[注 6]　、文化放送） - パーソナリティ・冠番組[112]
  - 編集長 稲垣吾郎（2017年1月5日 - 、文化放送） - 同上[113]
- THE TRAD（2019年9月30日 - 、TOKYO FM） - 店長（パーソナリティ） ※月・火担当[114]

### 舞台
- 聖闘士星矢（1991年8月15日 - 9月1日、青山劇場） - フェニックス一輝 役（SMAP主演）
- ドラゴンクエスト（1992年8月1日 - 25日、南座） - ベリアル 役（SMAP主演）
- ANOTHER〜少年の島〜（1993年8月6日 -15日、南座 / 8月17日 - 24日、アートスフィア） - 巧 役（SMAP主演）
- 夜曲-tsutomu-（1996年4月14日 - 20日、神戸 / 4月24日 - 5月17日、東京、作:横内謙介、演出:河毛俊作） - 主演・ツトム
- 広島に原爆を落とす日（1997年6月14日 - 29日、作:つかこうへい、演出:いのうえひでのり） - 主演
  - 広島に原爆を落とす日〈再演〉（1998年4月24日 - 5月2日、大阪 / 5月9日 - 26日、東京 / 5月30日・31日、広島） - 同上
- 月晶島綺譚（1999年6月11日 - 27日、銀座セゾン劇場、作:中島かずき、演出:小池竹見） - 主演・人形師 役
- 七色インコ （2000年5月14日 - 30日、赤坂ACTシアター） - 主演・七色インコ 役
- 謎の下宿人〜サンセット・アパート〜（2003年5月4日 - 27日、PARCO劇場 / 5月30日 - 6月3日、シアター・ドラマシティ、作：鈴木聡、演出：山田和也） - 主演・町田 役[115]
- ヴァージニア・ウルフなんかこわくない? （2006年6月5日 - 30日） - ニック 役（4人芝居、共演者:大竹しのぶ、ともさかりえ、段田安則）
- 魔法の万年筆（2007年5月12日 - 6月12日、PARCO劇場 / 6月15日 - 18日、シアター・ドラマシティ、作・演出：鈴木聡、音楽：本多俊之） - 主演[3]
- 象（2010年3月5日 - 30日、新国立劇場、作:別役実、演出:深津篤史） - 主演
- ぼっちゃま（2011年5月7日 - 6月5日、東京 / 6月9日 - 13日、大阪） - 主演
- 泣き虫なまいき石川啄木（2011年10月7日 - 30日、作:井上ひさし、演出:段田安則） - 主演・石川啄木 役
- 恋と音楽（2012年12月1日 - 28日、PARCO劇場 / 2013年1月11日 - 14日、森ノ宮ピロティホール / 1月26日 - 27日、イズミティ21、脚本：鈴木聡、演出：河原雅彦、音楽：佐山雅弘） - 主演・田代幸雄 役[116]
  - 恋と音楽II 〜僕と彼女はマネージャー〜（2014年6月13日 - 7月3日、PARCO劇場 / 10月31日 - 11月2日、シアター・ドラマシティ、作・演出：鈴木聡、音楽：佐山雅弘） - 主演・真壁晃司 役[117]
  - 恋と音楽FINAL 〜時間劇場の奇跡〜（2016年2月6日・7日、シアター・ドラマシティ / 2月13日 - 3月8日、PARCO劇場、作・演出：鈴木聡、音楽：佐山雅弘） - 主演・北沢修司 役[118]
- ヴィーナス・イン・ファー/VENUS IN FUR（2013年6月8日 - 23日、Bunkamura シアターコクーン / 6月27日・30日、森ノ宮ピロティホール、脚本：デヴィッド・アイヴス、演出：ウォルター・ボビー、演出（日本版）：ロス・エヴァンス） - 主演・トーマス 役（中越典子との2人芝居）[119]
- FREE TIME, SHOW TIME『君の輝く夜に』（2018年8月3日 - 26日、京都劇場、作・演出：鈴木聡、音楽：佐山雅弘） - 主演[120]
  - 君の輝く夜に〜FREE TIME,SHOW TIME〜（2019年8月30日 - 9月23日、日本青年館ホール）  - 主演[121]
- No.9 -不滅の旋律-（2015年10月10日 - 25日、赤坂ACTシアター / 10月31日 - 11月4日、オリックス劇場 / 11月13日 - 11月15日、北九州芸術劇場 大ホール、演出：白井晃、脚本：中島かずき、音楽監督：三宅純） - 主演・ルードヴィヒ・ヴァン・ベートーヴェン 役[122]
  - No.9 -不滅の旋律-〈再演〉（2018年11月11日 - 12月2日、TBS赤坂ACTシアター / 12月7日 - 10日、オリックス劇場 / 12月22日 - 25日[123]、KAAT神奈川芸術劇場 / 2019年1月11日 - 14日、久留米シティプラザ） - 同上[124]
  - No.9 -不滅の旋律-〈再々演〉（2020年12月13日 - 2021年1月7日、TBS赤坂ACTシアター（※12月31日、ABEMA・イープラスから有料ライブ配信[125][126]。） / 11月、オーストリア・ウィーン（フォルクス劇場）[注 7][127]） - 同上[128]
  - No.9 -不滅の旋律-〈再々々演〉（2024年12月21日 - 31日〈予定〉、東京国際フォーラム ホールC / 2025年1月11日・12日〈予定〉、久留米シティプラザ / 1月18日 - 20日〈予定〉、オリックス劇場 / 2月1日・2日〈予定〉、アクトシティ浜松 大ホール） - 同上[129]
- LIFE LIFE LIFE 〜人生の3つのヴァージョン〜（2019年4月6日 - 30日、Bunkamura シアターコクーン、作：ヤスミナ・レザ、脚本・演出：ケラリーノ・サンドロヴィッチ） - アンリ 役（4人芝居、共演者:大竹しのぶ、ともさかりえ、段田安則）
- プレミアムリーディング「もうラブソングは歌えない」（2020年8月8日 - 10日、東京国際フォーラム ホールC 及び動画配信） - 「カラマツのように君を愛す〜小説『しあわせのパン』より」水縞尚 役[130] ※二人芝居朗読劇
- サンソン -ルイ16世の首を刎ねた男-（2021年4月23日 - 5月9日、（東京建物 Brillia HALL）※一部中止 / 5月21日 - 24日、オリックス劇場※中止 / 6月11日 - 13日、久留米シティプラザ / 6月24日 - 27日、KAAT神奈川芸術劇場） - 主演・シャルル＝アンリ・サンソン 役
  - サンソン -ルイ16世の首を刎ねた男-〈再演〉（2023年4月14日 - 30日、東京建物Brillia HALL / 5月12日 - 14日、オリックス劇場 / 5月20日・21日、まつもと市民芸術館） - 同上
- 恋のすべて（2022年2月11日 - 27日、東京建物 Brillia HALL / 6月9日 - 19日、京都劇場、作・演出：鈴木聡、音楽：青柳誠） - 主演・ ニック・テイラー 役[131][132]
- 多重露光（2023年10月6日 - 22日、日本青年館ホール、作：横山拓也、演出：眞鍋卓嗣） - 主演・山田純九郎 役[133]
- ハリー・ポッターと呪いの子（2025年7月8日 - 2026年1月31日〈予定〉、TBS赤坂ACTシアター、作：J.K.ローリング、脚本：ジャック・ソーン、演出：ジョン・ティファニー） - ハリー・ポッター 役[134][135]

### テレビアニメ
- サザエさん（2014年7月27日、フジテレビ「FNS27時間テレビ」） - ゴロウ（本人） 役

### 劇場アニメ
- ONE PIECE THE MOVIE カラクリ城のメカ巨兵（2006年）[136] - ドクター・ラチェット 役
- 海獣の子供（2019年） - 安海正明 役[137]

### 吹き替え
- 北極のナヌー（2007年）[138] - ナレーション

### その他
- 日本財団パラリンピックサポートセンター スペシャルサポーター（2017年11月15日 - ）[139] - 草彅・香取とともに就任。
- 国際パラリンピック委員会（IPC） 特別親善大使（2018年7月8日 - ）[140] - 草彅・香取とともに就任。
- クリムト展 ウィーンと日本1900（2019年4月23日 - 7月10日、東京都美術館 / 2019年7月23日 - 10月14日、豊田市美術館） - スペシャルサポーター / 音声ガイド[141]
- ウォルト・ディズニー・アーカイブス設立50周年記念　ウォルト・ディズニー・アーカイブス コンサート（2020年1月16日 - 17日、舞浜アンフィシアター / 2020年1月21日 - 22日、兵庫県立芸術文化センター / 2020年1月28日、愛知県芸術劇場大ホール） - 案内人（ナビゲーター）[142]
- I’mPOSSIBLEアワード 国内選考委員（2020年1月20日 - ）[143]
- 「Aging Gracefully」プロジェクト2020年アンバサダー[144]（2020年4月23日 - 、朝日新聞社、宝島社）[145]
- 「ベートーベン250」プロジェクトアンバサダー[146]（2020年9月 - 、NHK）[109]

### CM
- マンダム「ルシード」（1994年 - 1996年）
- アサヒ飲料「バヤリースオレンジ」（1995年）
- 山之内製薬（現・第一三共ヘルスケア）「ヘルシ－バランス」
- 富士フイルム
  - 写ルンです（1996年 - 1998年）
  - アスタリフト（2011年）
- ニッカウヰスキー「シードル」（1997年）
- キャリアスタッフ（1998年 - 1999年）
- 朝日新聞社（2000年 - 2001年）
- 江崎グリコ「プリッツ」「ビスキーファイブ」（2001年）
- ポッカコーポレーション「ポッカコーヒー」（2001年）
- サントリー
  - スーパー・チューハイ（2002年 - 2003年）
  - オールフリー（2018年2月 - 2020年2月）[147] - 香取と出演。
  - ノンアルでワインの休日（2022年 - ）[148]
- 任天堂『マリオカート ダブルダッシュ!!』『マリオパーティ5』『マリオ&ルイージRPG』（2003年） - イナガキマリオ名義
- GMOインターネット「9199.jp」（2004年 - 2005年）[149]
- 日清食品「麺職人」（2004年 - 2011年）[150]
- 明治製菓「アーモンドチョコレート」（2005年 - 2008年） - 中居と出演
- 大関「清酒 大関」（2009年 - 2011年）
- 日清食品「カップヌードル」（2009年）※木村出演のCMに画像のみの出演
- メットライフアリコ生命保険 （2010年 - 2011年）
- エイチ・アイ・エス（2012年） - 中居と出演
- パネス「ErucA オイルシャンプー」（2013年 - 2014年）
- カブドットコム証券（2014年4月 - 2017年3月）[151][152]
- サマリーポケット「くらしスッキリおサめ隊」（2017年12月 - 2019年1月）
- みずほ銀行「ロト&ナンバーズ」（2018年5月 - 2023年3月） - 草彅・香取と出演。
- スパリゾートハワイアンズ「ロマンチック・ハワイアンズ2018 WINTER」（2018年12月 - 2019年3月） - キャンペーンキャラクター[153]
- アンファー 「スカルプD」「スカルプD ボーテ」（2019年4月 - 2021年）[154]
- Yappli「Yappli for Company」
  - 「デラックス稲垣篇」（2020年9月19日 - ）[155][156]
  - 「アプリ導入篇」（2021年6月7日 - ）[157]
- ファミリーマート 「FAMIMA CAFE ブレンドコーヒー」（2020年）[158]
- みずほ銀行「さ、がんばロット！」（2021年7月 - 2023年3月）[159]
- HRBrain（2023年）[160]
- GMコーポレーション 「エレクトロン頭皮ケアライン」（2023年）[161]
- Coincheck（2024年5月 - ）[162]
- スマートニュース（2025年6月 - ）[163]

## 楽曲

### シングル
- If You Give Your Heart（1993年2月3日）- ソロデビュー、「Goro Inagaki」名義
- Wonderful Life（2004年3月10日）- 「&G」名義

### 配信シングル
- SUZUNARI（2018年12月21日） - 配信限定[164]
- SEASONS（2024年8月22日） - 配信限定[165]
- Monologue（未配信曲）

### その他のソロ曲
- September Rain（1993年7月7日）
- もっと君のこと（1994年7月7日)）
- あの夏の日（1996年8月12日）
- それはただの気分さ（1997年8月6日）
- Beautiful（1998年8月26日）
- 時間よとまれ（2002年7月24日）
- Thousand Nights（2003年6月25日）
- To be continued...（2005年7月27日）
- L-O-V-E（2006年7月26日）
- Life Walker（2008年9月24日）
- 愛や恋や（2010年7月21日）
- Special Thanks（2012年8月8日）
- Dramatic Starlight（2014年9月3日）

### タイアップ
- If You Give Your Heart（1993年）- 映画『プライベート・レッスン』主題歌
- Wonderful Life（2004年）- ドラマ『僕と彼女と彼女の生きる道』主題歌
- SUZUNARI（2018年） - ドラマ『東京BTH〜TOKYO BLOOD TYPE HOUSE〜』主題歌

## 書籍

### 写真集
- 馬耳東風（2001年5月25日、集英社）ISBN 978-4083330223
- Blume（2020年9月18日、宝島社）[166] ISBN 978-4083330223

### 雑誌連載
- 週刊プレイボーイ（1995年、集英社）
- COSMOPOLITAN 日本版 「馬耳東風」（1996年4月 - 2000年11月号）
- an・an「稲垣吾郎 シネマナビ！」（2009年11月11日号[注 8] - 、マガジンハウス）
- GLOW（宝島社）
  - 稲垣吾郎の『大人男子ライフ』（2018年4月号[167]、2018年7月号[168] - 2020年6月号）
  - 稲垣吾郎の『Salon de 大人男子』（2020年8月号 - 2024年8月号）
  - 稲垣吾郎のお悩み相談室『解決! 大人男子』（2024年9月号 - ）
- 週刊文春WOMAN 「談話室稲垣 Goro’s Salonー小説の書き方教えてください」（2019年8月夏号 - 、文藝春秋）[169]

### 関連・その他
- 週刊女性「ロストマンロンリーハート」（2019年3月19日号 - 2020年4月14日号、主婦と生活社） - 稲垣吾郎を主人公とした連載小説。著：飯田譲治、梓河人[32]。